# Ibii
Ibii (japonsky 伊比井駅, Ibii-eki) je neobsazená železniční stanice společnosti JR Kjúšú na trati Ničinan. Zastavují zde osobní i spěšné vlaky.

## Fotografie

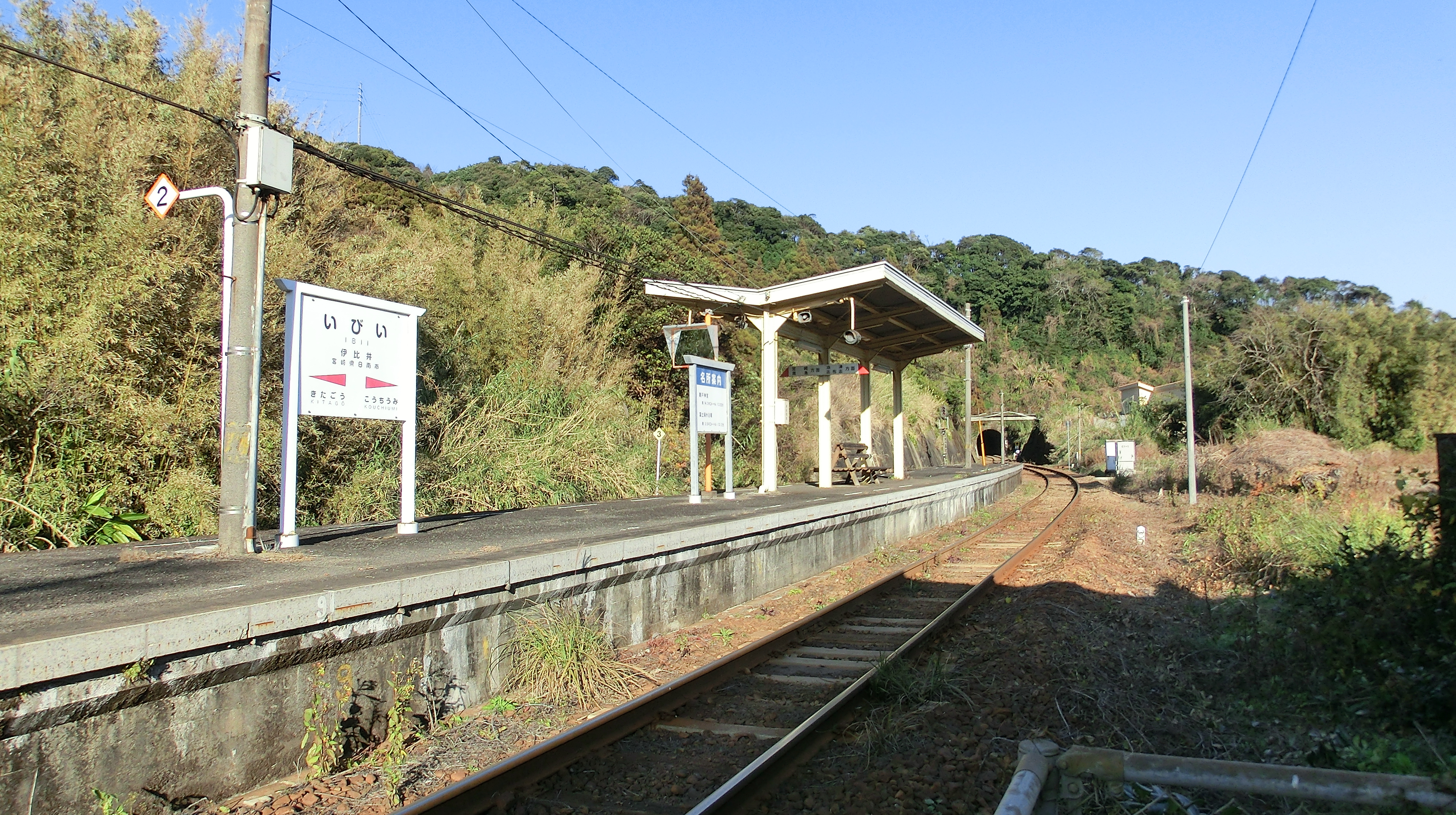
nástupiště (směr Mijazaki)
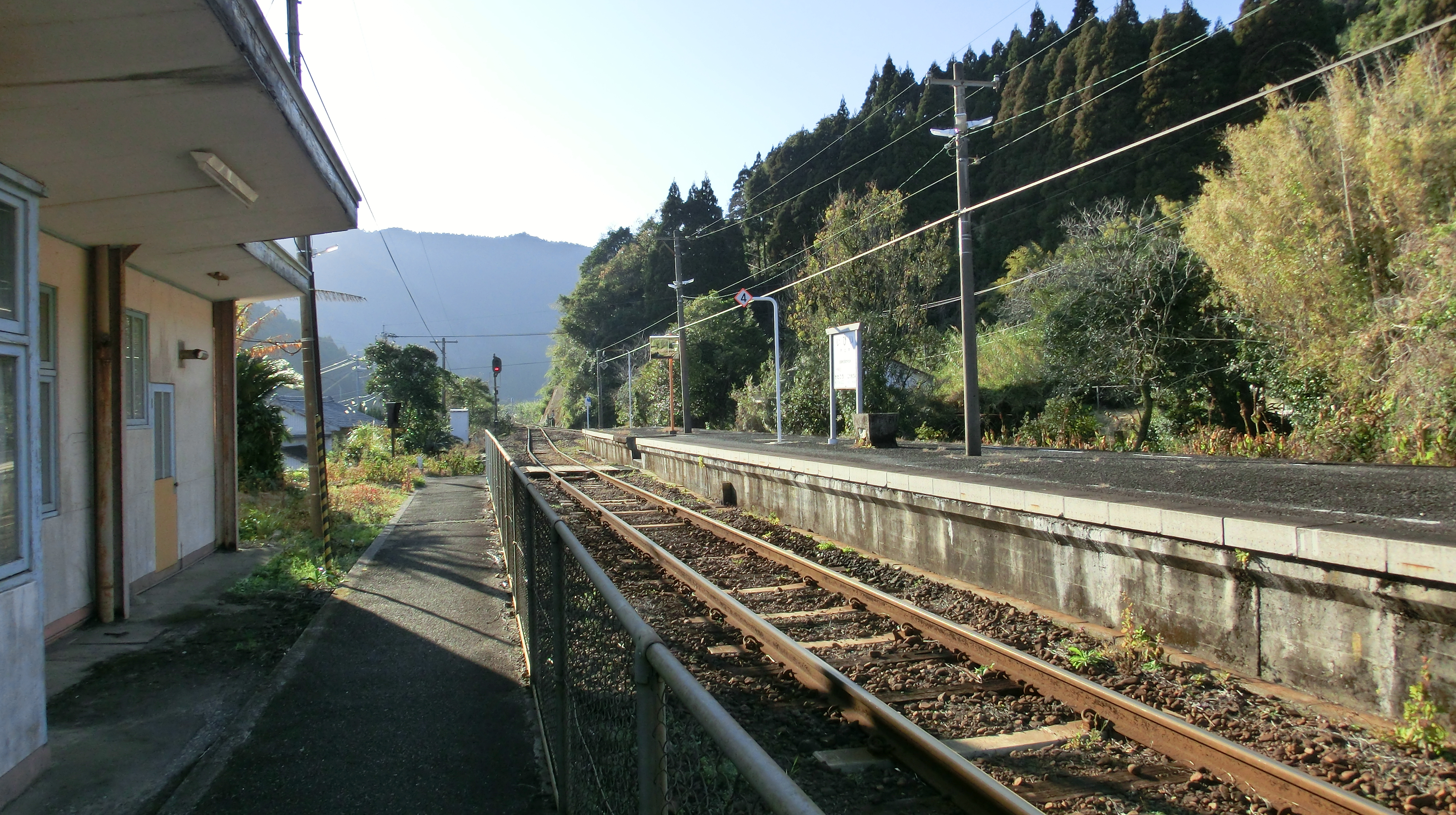
nástupiště (směr Šibuši)